# Аяно Сато
Аяно Сато (на японски: 綾乃 佐藤) е японска състезателка по бързо пързаляне с кънки. Олимпийска шампионка в отборното преследване от зимните олимпийски игри в Пьонгчанг през 2018 г..
Сато е родена на 10 декември 1996 г.

## Биография
Световна шампионка в отборното преследване през 2013 и масовия старт през 2016 на Световните първенства за юноши и девойки.

## Лични рекорди
- 500 метра – 39,44 (4.03.2017,  Хамар)
- 1000 метра – 1.17,42 (22 октомври 2017,  Нагано)
- 1500 метра – 1.58,25 (5.03.2017,  Хамар)
- 3000 метр – 4.06,74 (30.9.2017,  Обихиро)
- 5000 метра – 7.18,52 (21 декември 2016,  Обихиро)

## Успехи
Олимпийски игри:
- Шампион (1): 2018

Световно първенство за юноши и девойки:
- Шампион (2): 2013, 2016

### Олимпийски игри
| Олимпиада      | 500 м. | 1000 м. | 1500 м. | 3000 м. | 5000 м. | Масов старт | Отборно преследване |
| -------------- | ------ | ------- | ------- | ------- | ------- | ----------- | ------------------- |
| 2018 Пьонгчанг | -      | -       | -       | 8-о     | -       |             | Злато               |